# Scutellarioideae
Scutellarioideae Prantl, 1880 è una sottofamiglia di piante spermatofite dicotiledoni appartenenti alla famiglia delle Lamiaceae (ordine delle Lamiales).

## Etimologia
Il nome della sottofamiglia deriva dal suo genere tipo Scutellaria L., 1753 il cui nome deriva dalla parola latina "scutellus" (=  scudo, piccolo piatto o vassoio) e fa riferimento ad una particolare morfologia dei sepali del calice.
Il nome scientifico della sottofamiglia è stato definito per la prima volta dal botanico germanico Karl Anton Eugen Prantl (1849 - 1893) nella pubblicazione "Lehrbuch der Botanik (Textbook of Botany), Leipzig - 293" del 1880.

## Descrizione

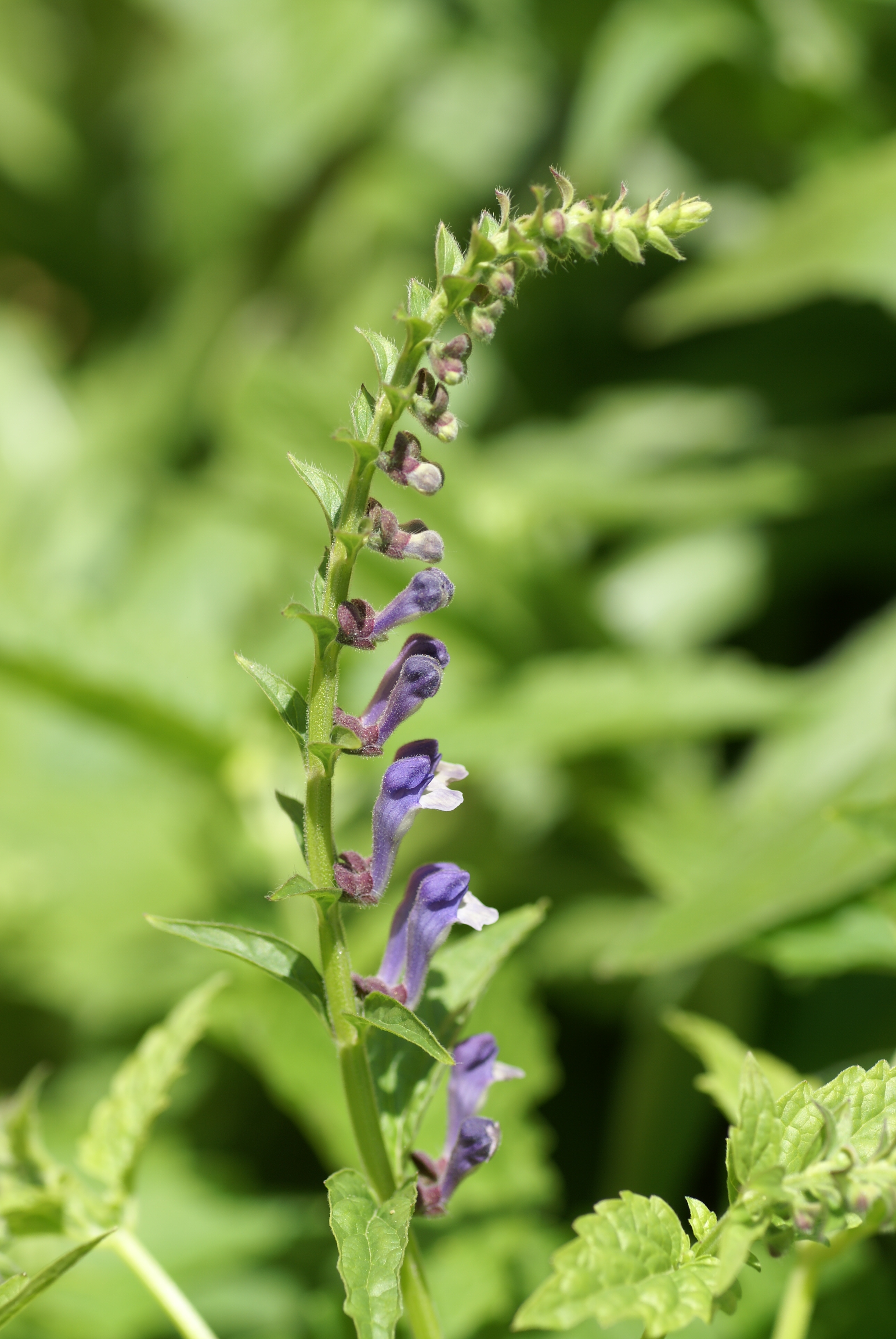
Il portamento
Scutellaria altissima

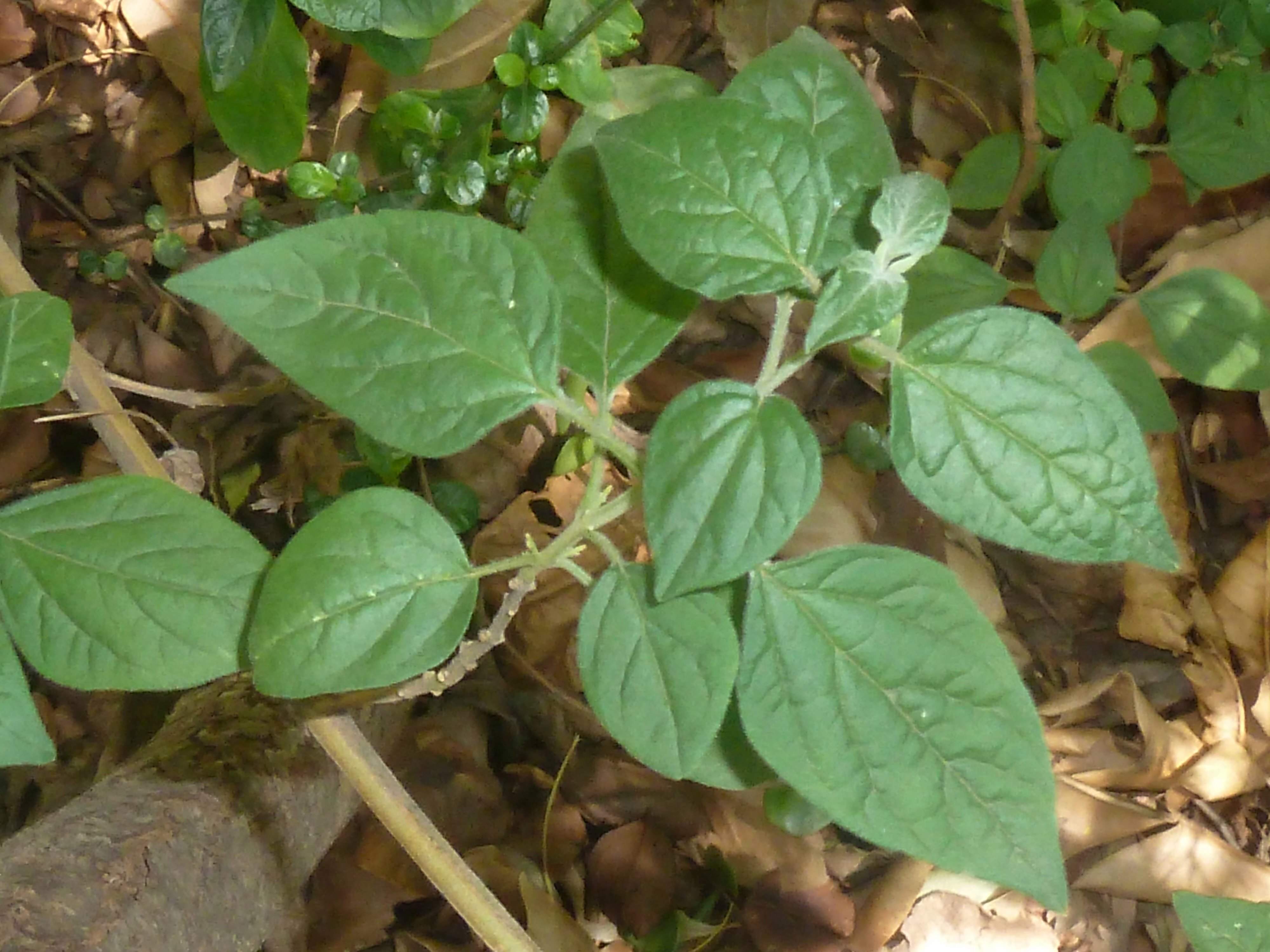
Le foglie
Tinnea barbata

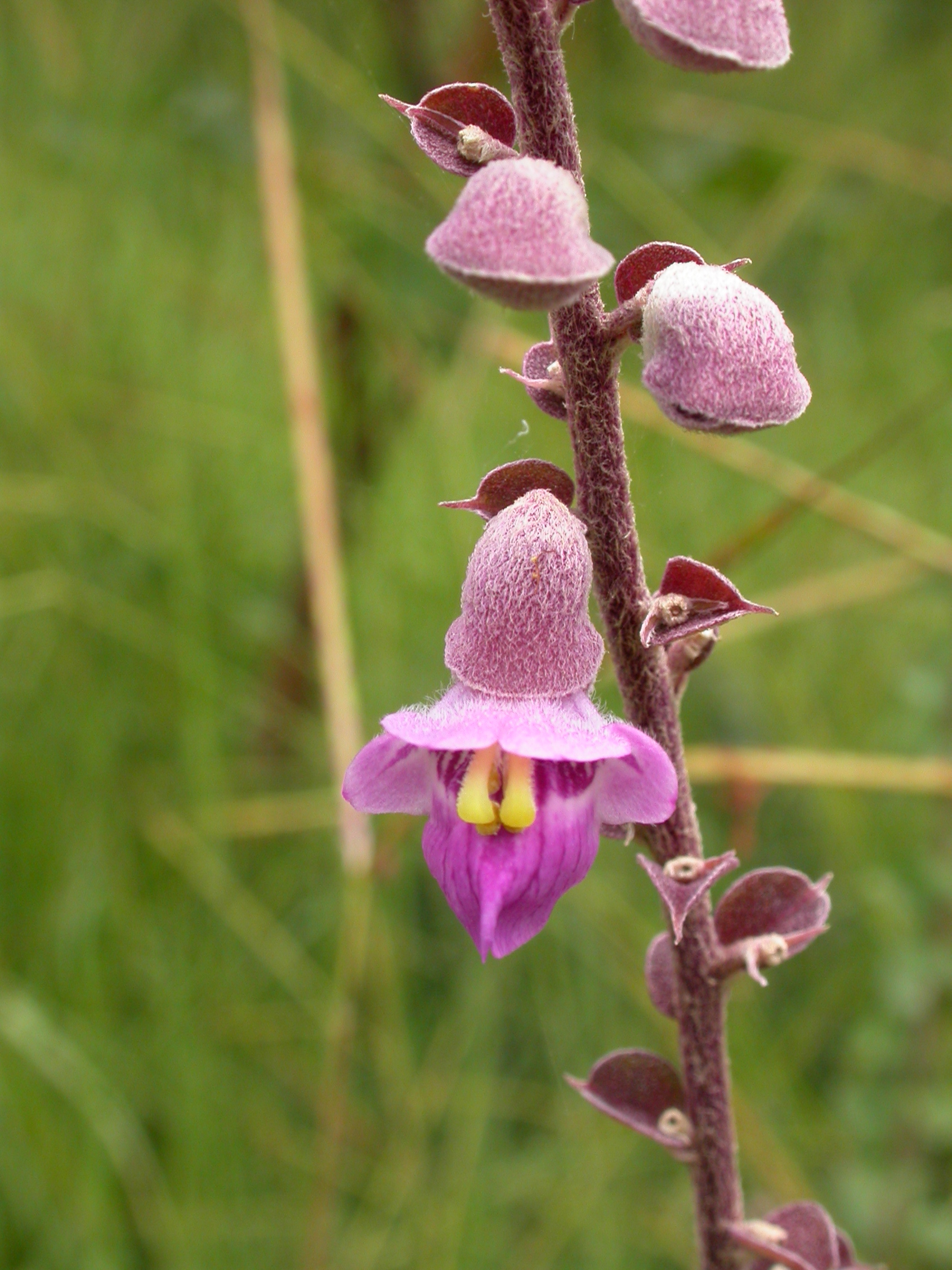
Infiorescenza
Tinnea barteri

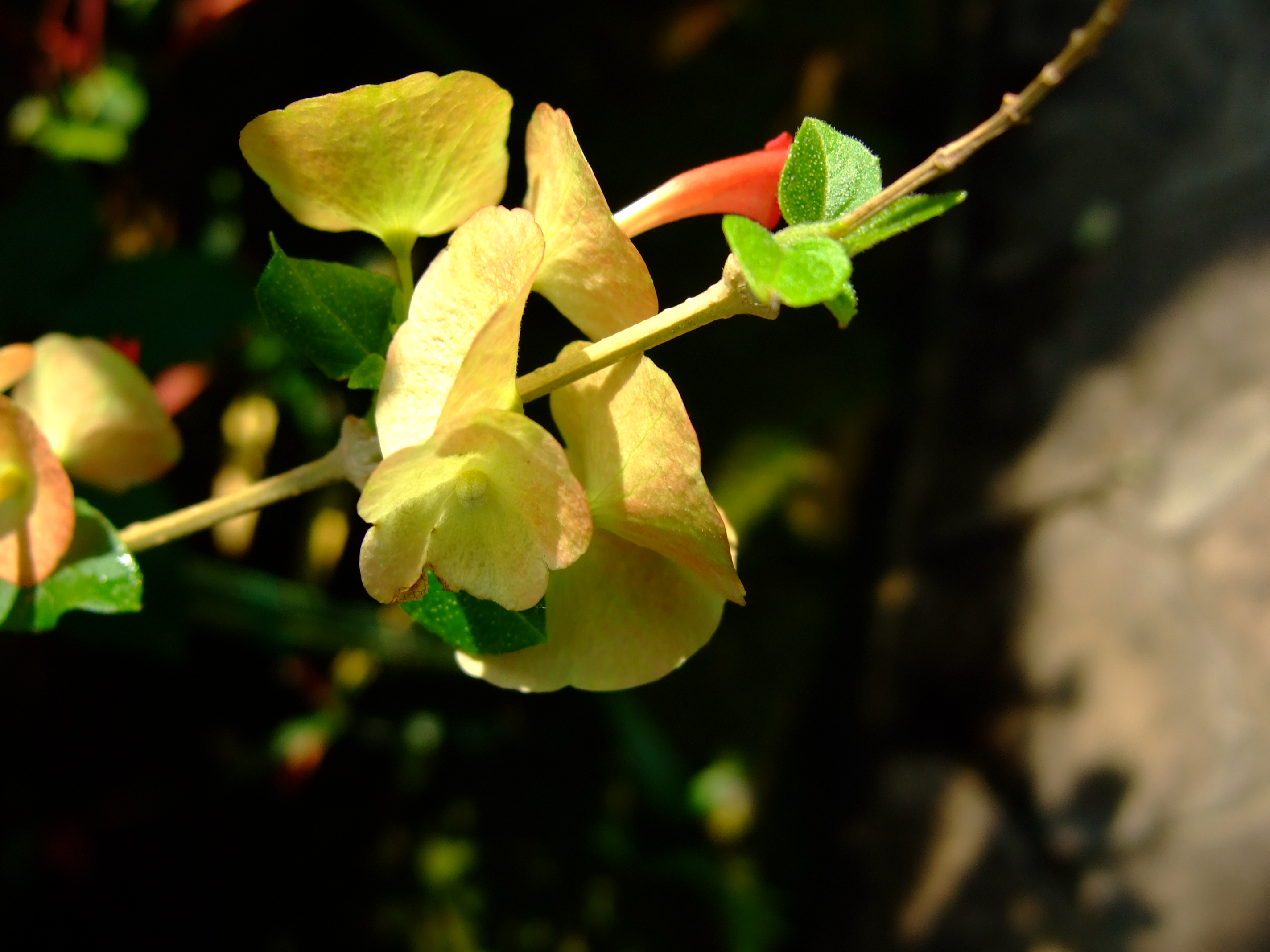
I fiori
Holmskioldia sanguinea

- Le specie di questa sottofamiglia hanno un portamento arbustivo o erbaceo con cicli biologici perenni. Raramente sono piante aromatiche con terpenoidi volatili. La sezione dei fusti in genere è quadrangolare a causa della presenza di fasci di collenchima posti nei quattro vertici.[3][8][9][10][11]
- Le foglie lungo il fusto sono disposte in modo opposto a verticilli (anche decussati) o eventualmente sono alternate. Ogni verticillo è alternato rispetto al precedente. I verticilli normalmente sono composti da 2 foglie picciolate o sessili. La forma della lamina è intera con contorno da ovato a ellittico (deltato) o lanceolato con bordi spesso variamente dentati, raramente sono pennatifide. La superficie può essere glabra o pubescente.
- Le infiorescenze sono delle cime portate in vari verticilli ascellari sovrapposti lungo il fusto. Ogni verticillo è composto da alcuni fiori sessili (o brevemente pedicellati) poggianti su alcune brattee di tipo fogliaceo. Spesso i verticilli sono ridotti ad un solo fiore. Sono presenti racemi solitari secondari alle ascelle delle foglie. I fiori possono anche essere raggruppati in spighe terminali o a grappoli. Le bratteole sono presenti oppure assenti.
- I fiori sono ermafroditi, zigomorfi, tetrameri (4-ciclici), ossia con quattro verticilli (calice – corolla - androceo – gineceo) e pentameri (5-meri: la corolla e il calice sono a 5 parti).

- Formula fiorale. Per la famiglia di queste piante viene indicata la seguente formula fiorale:

X, K (5), [C (2+3), A 2+2] G (2), (supero), drupa, 4 nucule
- Calice: il calice è gamosepalo con base in genere tubulosa (o campanulata) e terminante in modo più o meno bilabiato con 5 lobi poco profondi, interi e arrotondati (calice zigomorfo con struttura 3/2). In Scutellaria il labbro posteriore (quello superiore) è piegato a forma di scutello, ossia è una scaglia trasversale saliente, arrotondata e concava che si stacca prima della fruttificazione. In Holmskioldia il calice è attinomorfo. La superficie del calice è pelosa; in alcuni casi è densamente lanosa e con venature appena visibili. Il calice è accrescente  e persistente alla fruttificazione e a maturità racchiude i frutti (le due labbra si avvicinano).

- Corolla: la corolla gamopetala è un lungo tubo, spesso incurvato, con forme da cilindriche a imbuto terminante con 4 - 5 lobi in forme più o meno bilabiate con strutture 2/3 o 3/1. Il labbro superiore è concavo simile ad un casco e trilobo; quello inferiore è indiviso. I margini dei lobi sono incurvati. Il tubo è privo dell'anello di peli interni. La corolla in genere è pubescente. I colori sono bianco, blu, porpora, arancio, giallo, rosso o rosa.

- Androceo: l'androceo possiede quattro stami didinami con il paio anteriore più lungo. Gli stami sono adnati alla corolla e sporgono oppure no dalla stessa. I filamenti pubescenti sono paralleli e ravvicinati. Le antere sono cigliate con una o due teche (o logge) da parallele a divaricate; gli stami esterni hanno le antere con una sola loggia, quelli interni hanno due logge. Alla deiscenza, longitudinale, sono separate. I granuli pollinici sono del tipo tricolpato o esacolpato. Il disco nettario è poco o molto sviluppato.

- Gineceo: l'ovario è supero formato da due carpelli saldati (ovario bicarpellare) ed è 4-loculare per la presenza di falsi setti divisori all'interno dei due carpelli. La placentazione è assile. Gli ovuli sono 4 (uno per ogni presunto loculo), hanno un tegumento e sono tenuinucellati (con la nocella, stadio primordiale dell'ovulo, ridotta a poche cellule). La forma è poco o molto profondamente quadri-lobata (raramente è lobato da un solo lato) con forme globose. Lo stilo, caduco, è terminale e raramente è ginobasico. lo stigma è normalmente bifido a due lobi ineguali.

- Il frutto è uno schizocarpo più o meno intero e lobato o composto da 4 nucule o mericarpi. Può essere secco o raramente è carnoso. La superficie può essere tubercolata o pubescente (piumosa per escrescenze simili a peli). I semi contengono albume oppure no. Gli embrioni sono spatolati o piegati da un lato.

## Riproduzione
- Impollinazione: l'impollinazione avviene tramite insetti tipo ditteri e imenotteri (impollinazione entomogama).[10][13]
- Riproduzione: la fecondazione avviene fondamentalmente tramite l'impollinazione dei fiori (vedi sopra).
- Dispersione: i semi cadendo a terra (dopo essere stati trasportati per alcuni metri dal vento – disseminazione anemocora) sono successivamente dispersi soprattutto da insetti tipo formiche (disseminazione mirmecoria).[14]  I semi hanno una appendice oleosa (elaisomi, sostanze ricche di grassi, proteine e zuccheri) che attrae le formiche durante i loro spostamenti alla ricerca di cibo.[15]

## Distribuzione e habitat
La distribuzione delle specie di questa sottofamiglia è praticamente subcosmopolita: Europa (una cinquantina di specie), Africa (poche) e Asia (in maggioranza) con habitat da mediterranei  (per le specie europee del genere Scutellaria) a subtropicali (per quelle asiatiche).

## Tassonomia
La famiglia di appartenenza della sottofamiglia (Lamiaceae), molto numerosa con circa 250 generi e quasi 7000 specie, ha il principale centro di differenziazione nel bacino del Mediterraneo e sono piante per lo più xerofile (in Brasile sono presenti anche specie arboree). Per la presenza di sostanze aromatiche, molte specie di questa famiglia sono usate in cucina come condimento, in profumeria, liquoreria e farmacia. La famiglia è suddivisa in 7 sottofamiglie; la sottofamiglia Scutellarioideae è una di queste.

### Composizione della sottofamiglia
La sottofamiglia comprende 5 generi e circa 380 specie:
| Genere                             | Numero specie                                         | Numero Cromosomico       | Distribuzione                      | Habitat tipico                     |
| ---------------------------------- | ----------------------------------------------------- | ------------------------ | ---------------------------------- | ---------------------------------- |
| Holmskioldia Retz., 1791           | Una specie: Holmskioldia sanguinea Retz.              | 2n = 32 e 36             | Regioni himalayane subtropicali    | Climi caldi                        |
| Renschia Vatke, 1881               | Una specie: Renschia heterotypica (S. Moore) Vatke    |                          | Africa (Somalia del nord)          |                                    |
| Scutellaria L., 1753               | Circa 360 specie                                      | 2n = 20, 22, 24, 32 e 34 | Subcosmopolita (98 specie in Cina) | per lo più nelle pianure tropicali |
| Tinnea Kotschy & Peyr., 1967       | 19 specie                                             | 2n = 32                  | Africa (tropicale e del sud)       | Pascoli, boschi e macchie          |
| Wenchengia C.Y. Wu & S. Chow, 1965 | Una specie: Wenchengia alternifolia C.Y. Wu & S. Chow |                          | Cina meridionale (Hainan)          | Foreste e sottoboschi              |

### Filogenesi

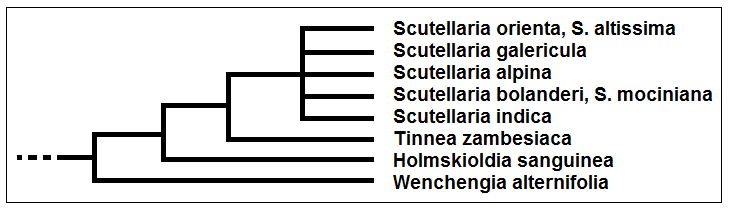
Cladogramma della sottofamiglia

La sottofamiglia Scutellarioideae è monofiletica ed occupa una posizione centrale nella famiglia Lamiaceae tra le sottofamiglie Nepetoideae e Lamioideae. All'interno della sottofamiglia il genere monotipo Wenchengia è "gruppo fratello" del resto dei generi, all'interno dei quali l'altro genere monotipo Holmskioldia è a sua volta "gruppo fratello" del clade formato dai generi Scutellaria e Tinnea.
Il cladogramma a lato tratto dallo studio citato e semplificato mostra la posizione filogenetica di alcune specie della sottofamiglia.

### Chiave per i generi
Per meglio comprendere ed individuare i generi della sottofamiglia, l'elenco seguente utilizza in parte il sistema delle chiavi analitiche (vengono cioè indicate solamente quelle caratteristiche utili a distingue un genere dall'altro).
- Gruppo 1A: il calice è attinomorfo, piatto e subtroncato; le nucule talvolta sono carnose;

- Holmskioldia.

- Gruppo 1B: il calice è bilabiato (zigomorfo); le nucule sono secche;

- Gruppo 2A: la disposizione delle foglie è alternata; il calice è bilabiato (3 lobi superiori, 2 lobi inferiori); le nucule sono attaccate al ricettacolo con sottili peduncoli;

- Wenchengia.

- Gruppo 2B: la disposizione delle foglie è opposta o a verticilli; le labbra del calice sono prive di lobi; le nucule sono prive di peduncoli;

- Gruppo 3A: il labbro superiore del calice ha un portamento proiettante (forma a scutella); gli stami anteriori hanno una teca abortita; le nucule sono attaccate attraverso minute cicatrici;

- Scutellaria.

- Gruppo 3B: la forma a scutella non è presente; tutte le antere sono fertili; le nucule sono attaccate attraverso cicatrici lunghe da 1/4 a 3/4 la lunghezza della nucule stesse;

- Gruppo 4A: le nucule sono attaccate attraverso cicatrici lunghe quasi quanto le nucule stesse e portanti delle escrescenze membranose da un lato; il pericarpo dei frutti è tubercolato ma privo di peli;

- Renschia.

- Gruppo 4B:  le nucule sono attaccate attraverso cicatrici lunghe non più di mezza lunghezza delle nucule stesse e mancano le escrescenze; il pericarpo dei frutti non è tubercolato ma ha un portamento allungato e piumoso (escrescenze simili a peli);

- Tinnea.

### Generi e specie della flora europea
In Europa (in Italia e nell'areale del Mediterraneo) sono presenti i seguenti generi e specie:
- Scutellaria L. - Europa: 55 specie; Italia: 8 specie (tra cui Scutellaria galericulata L. Scutellaria palustre).

## Alcune specie

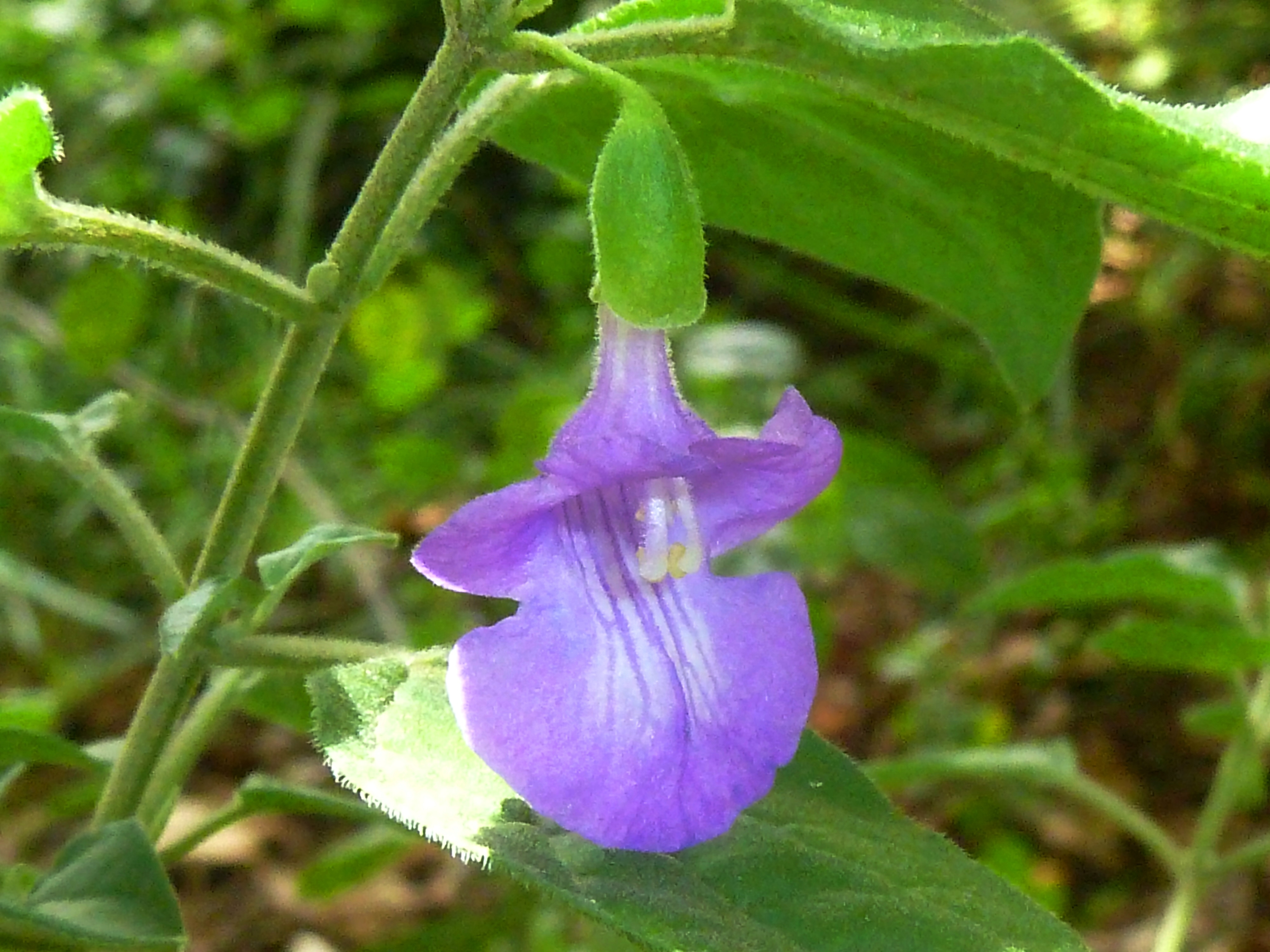
Tinnea barbata
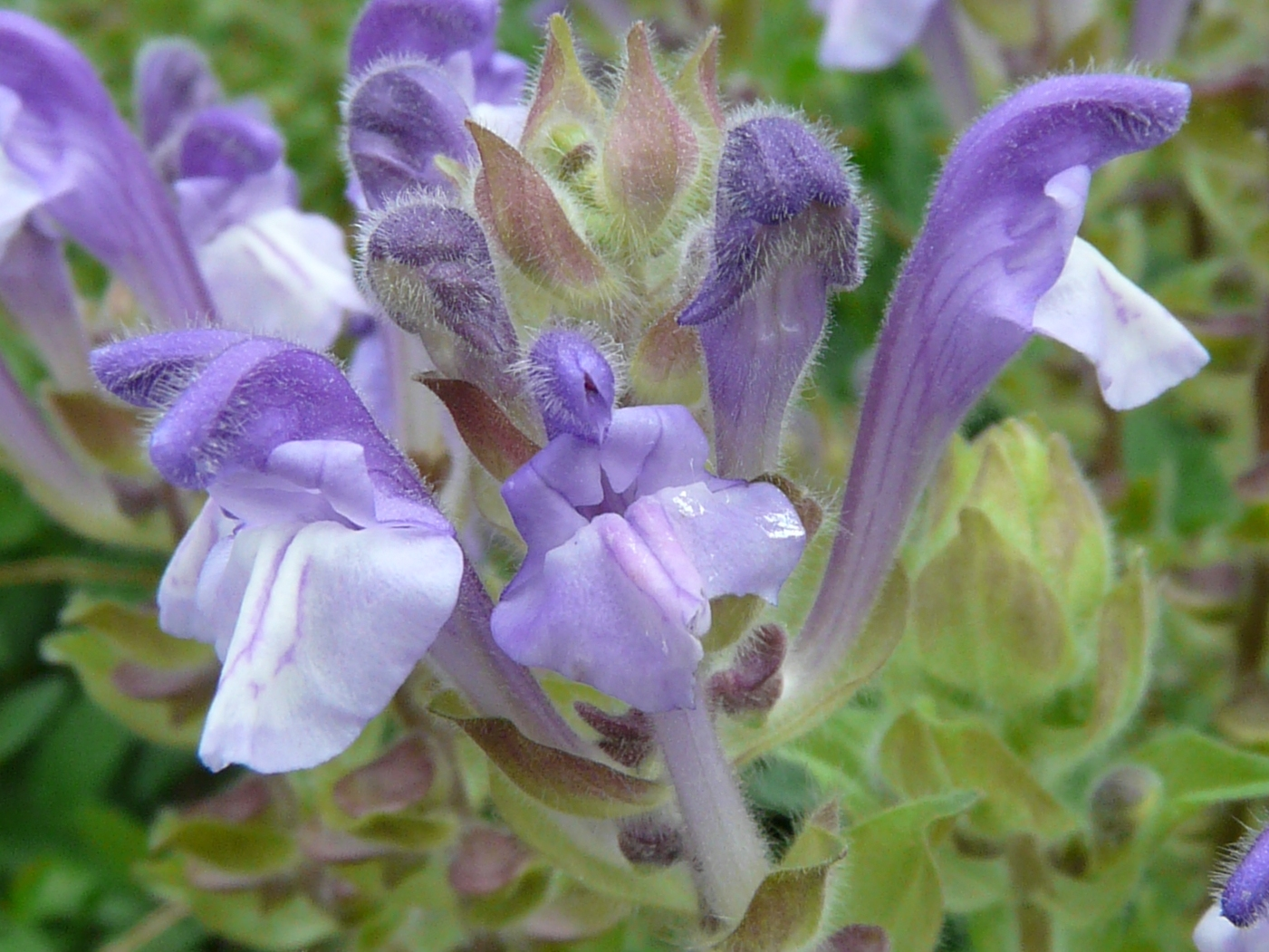
Scutellaria alpina
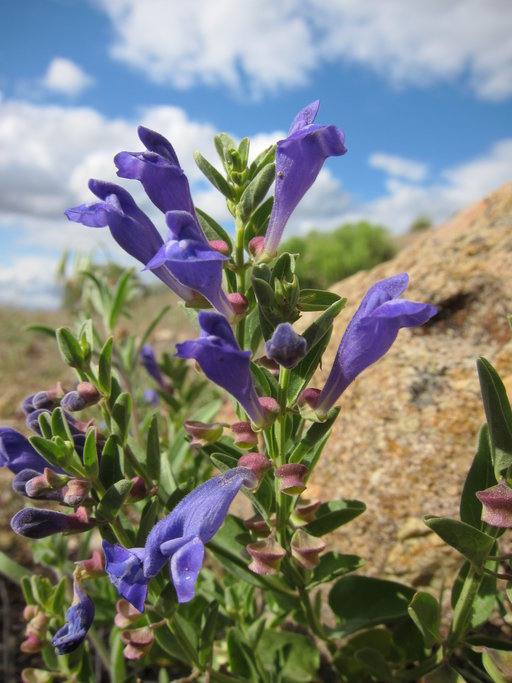
Scutellaria antirrhinoides
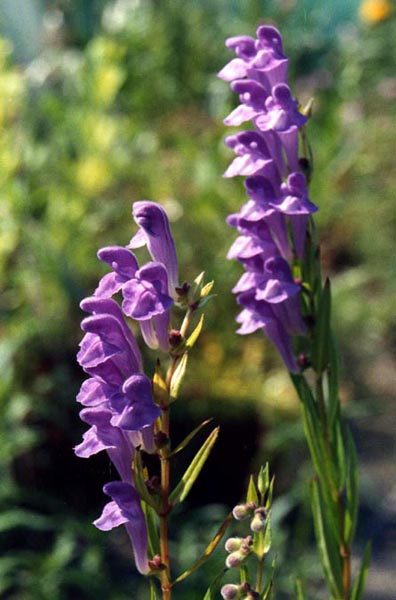
Scutellaria baicalensis
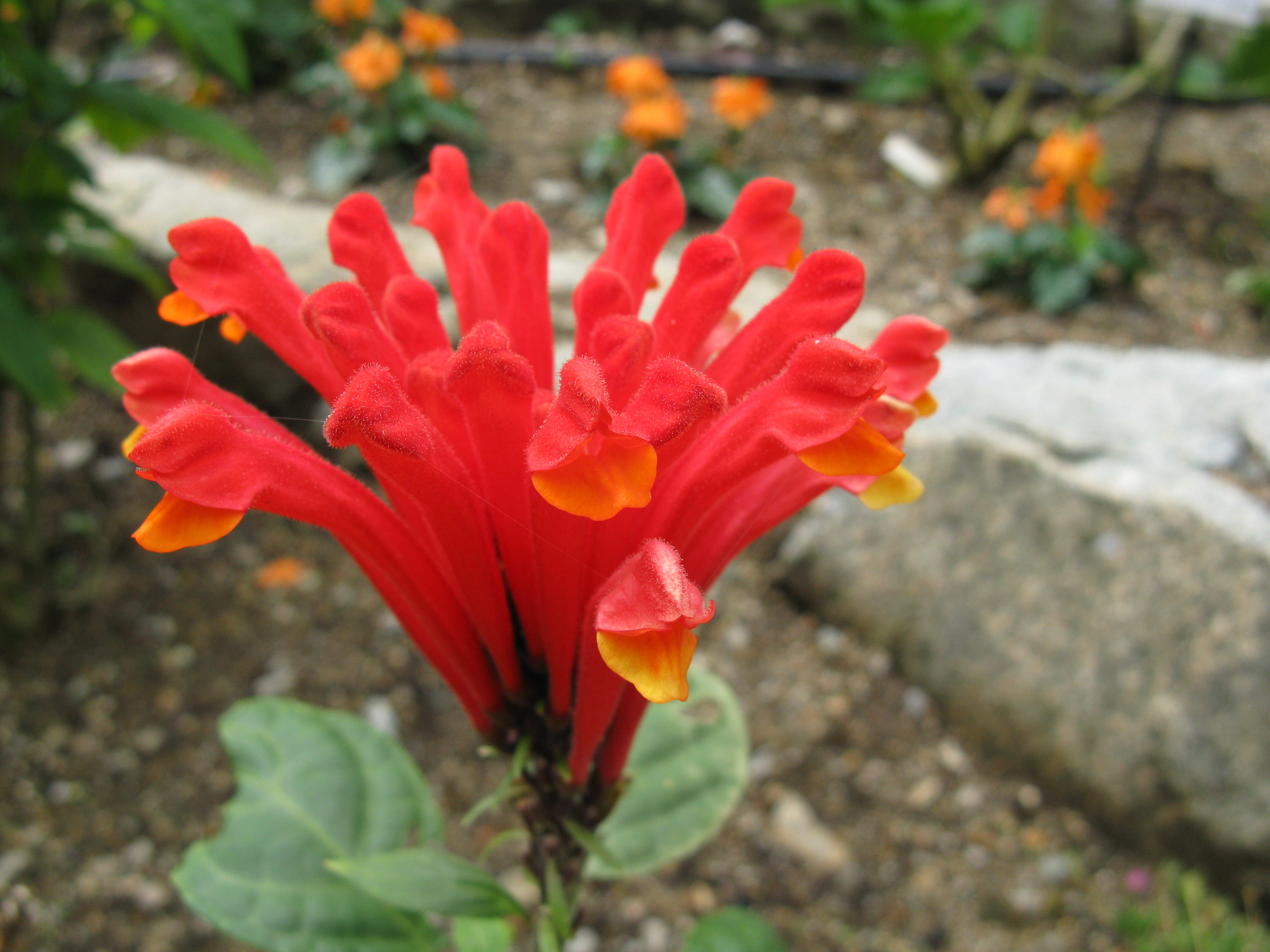
Scutellaria costaricana
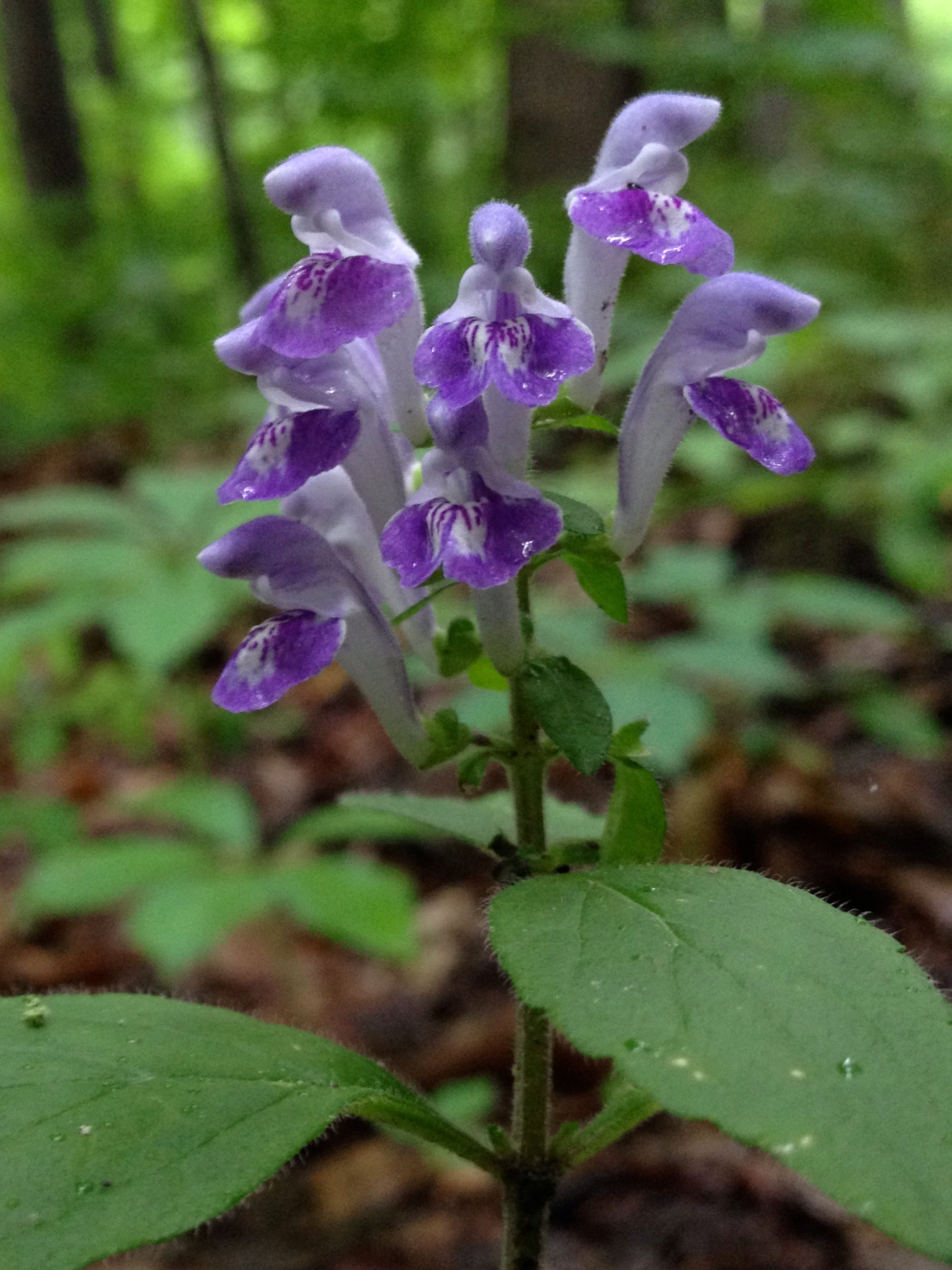
Scutellaria elliptica
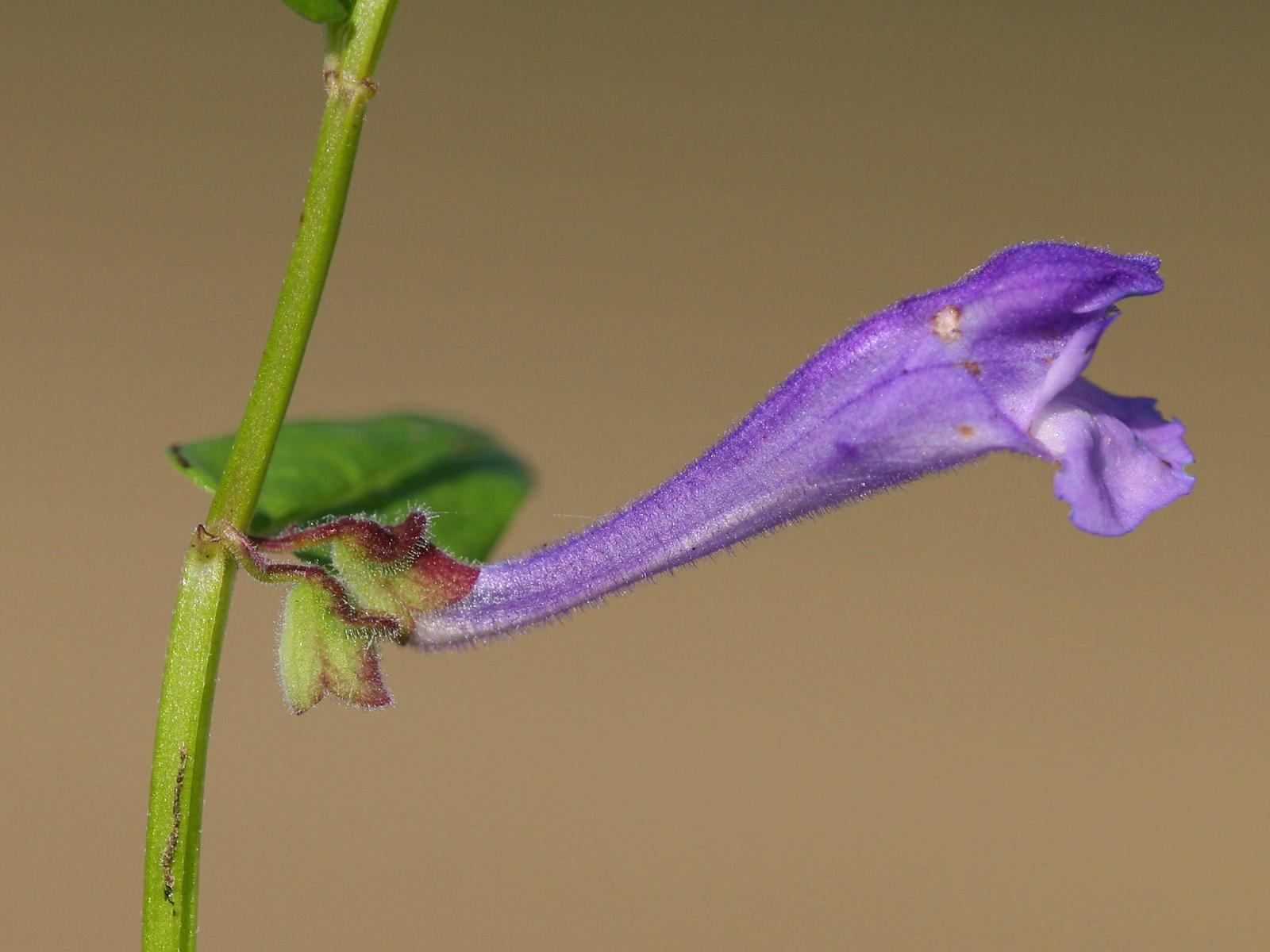
Scutellaria hastifolia
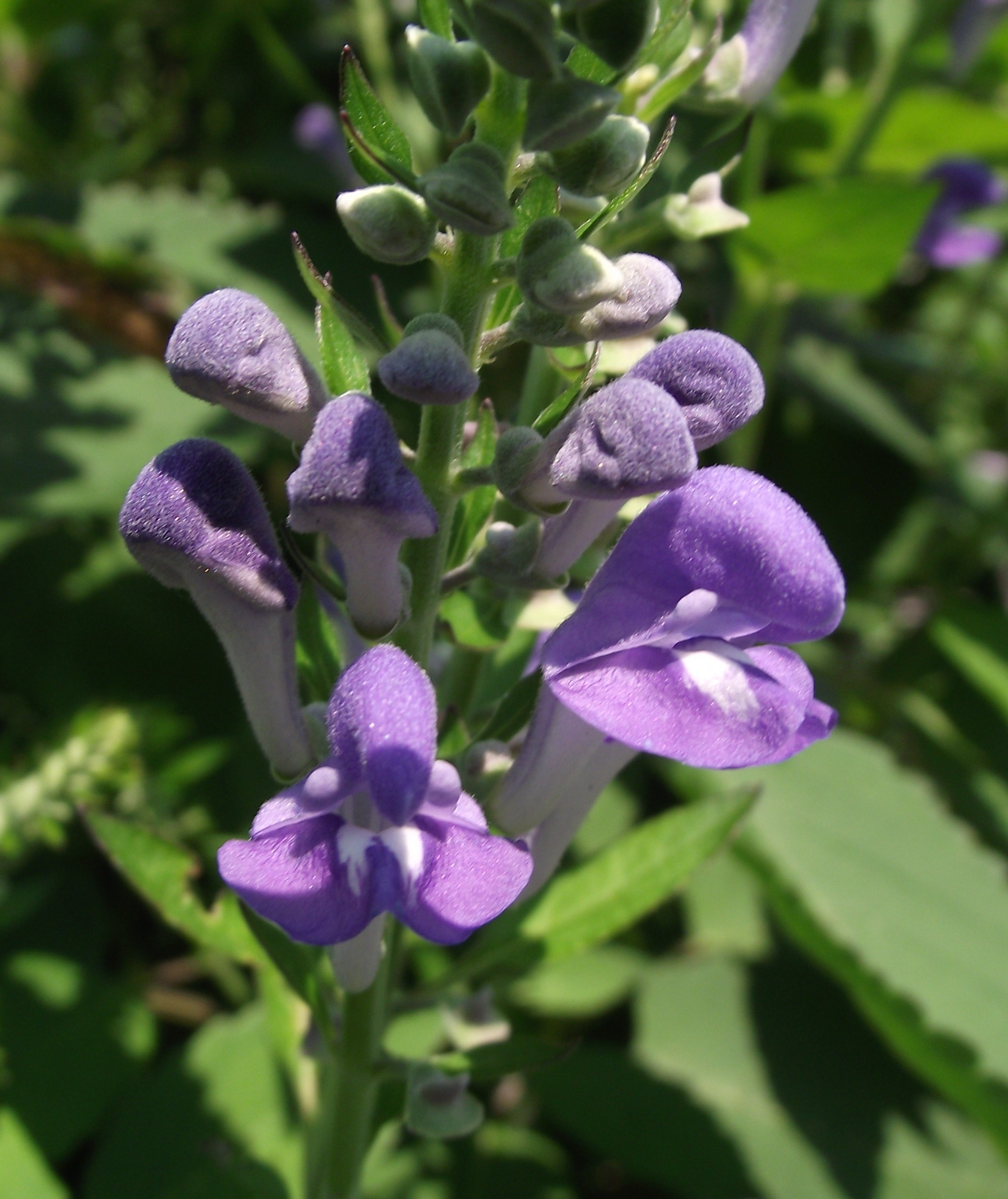
Scutellaria incana
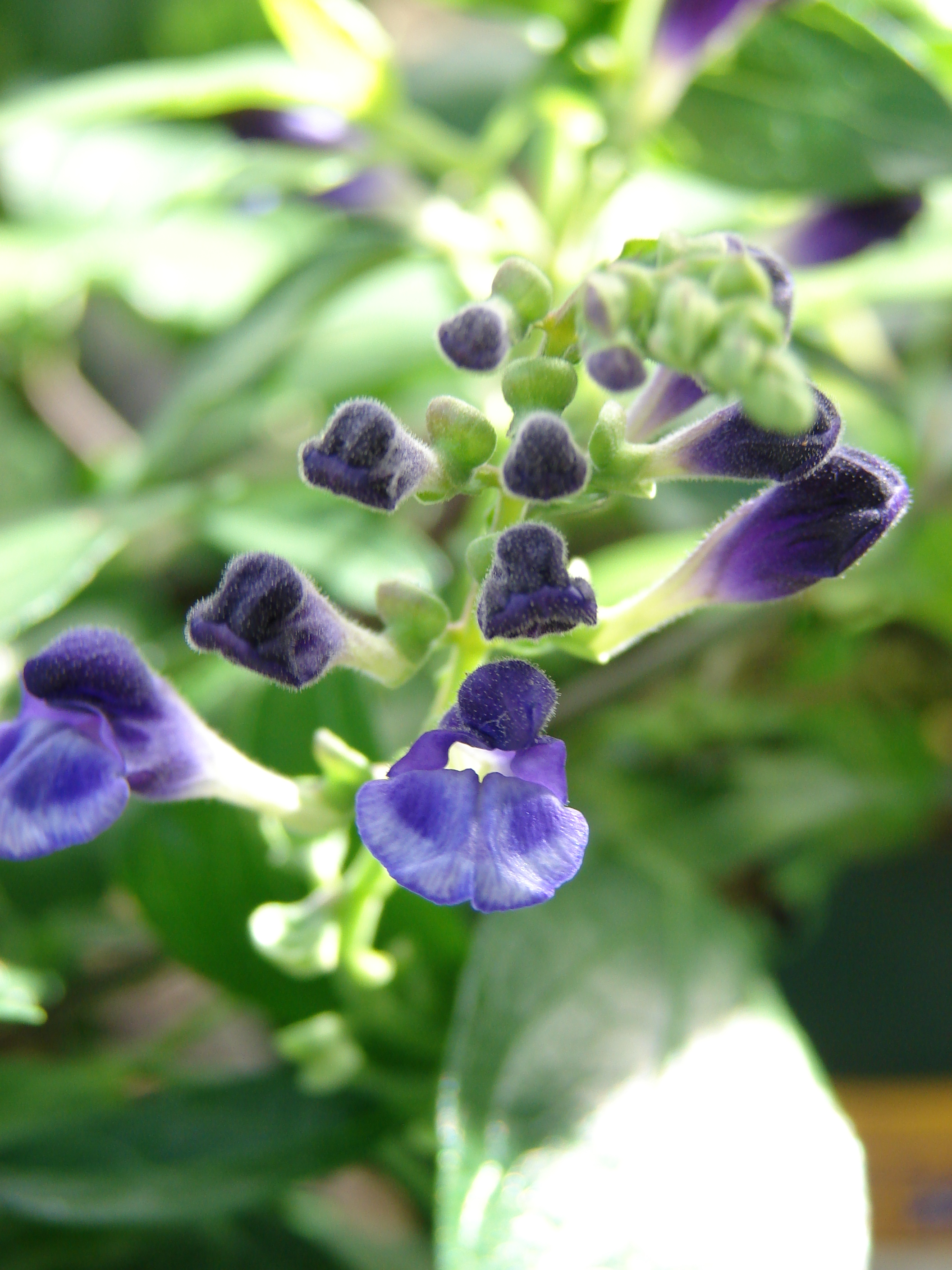
Scutellaria javanica
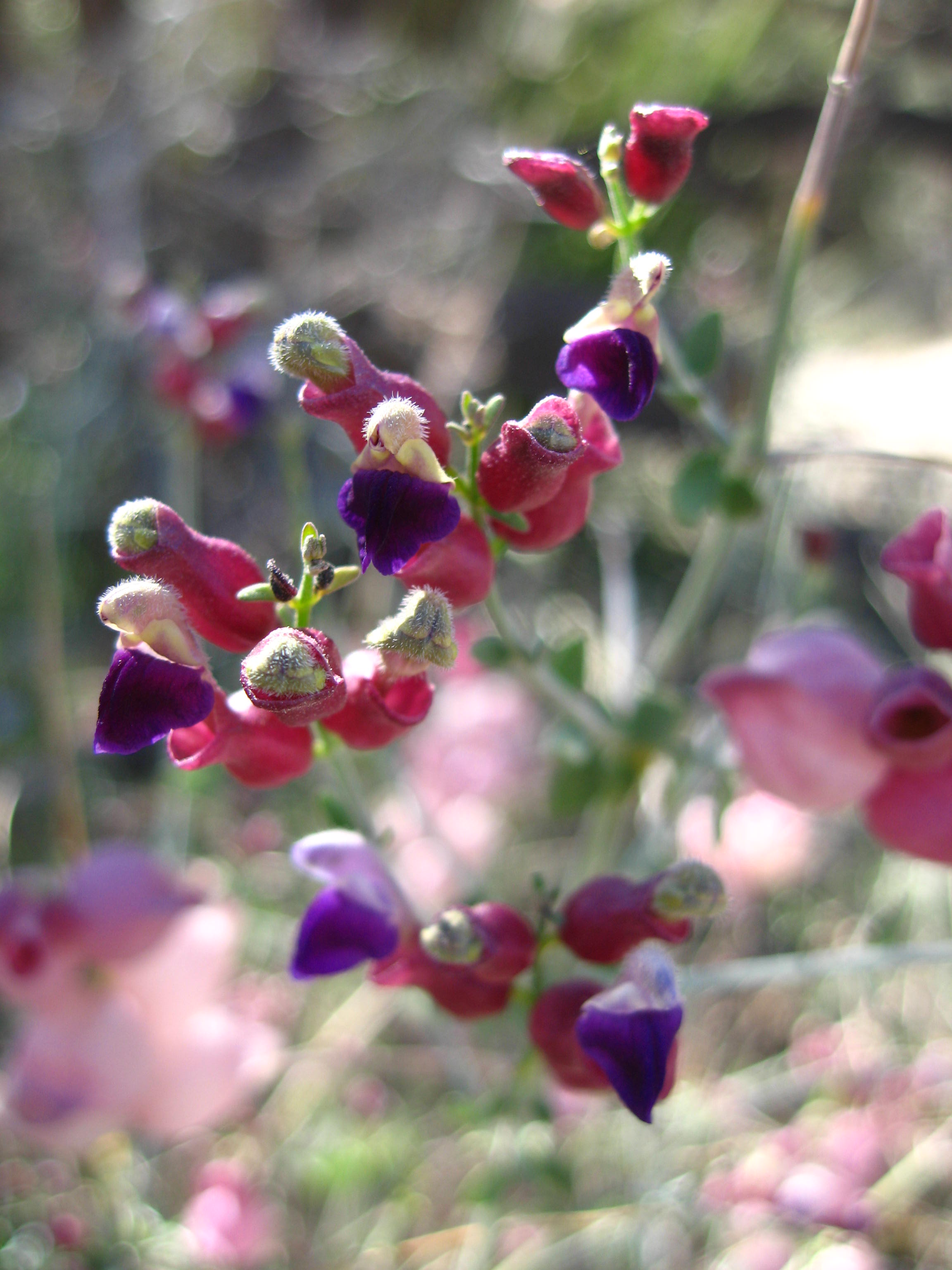
Scutellaria mexicana
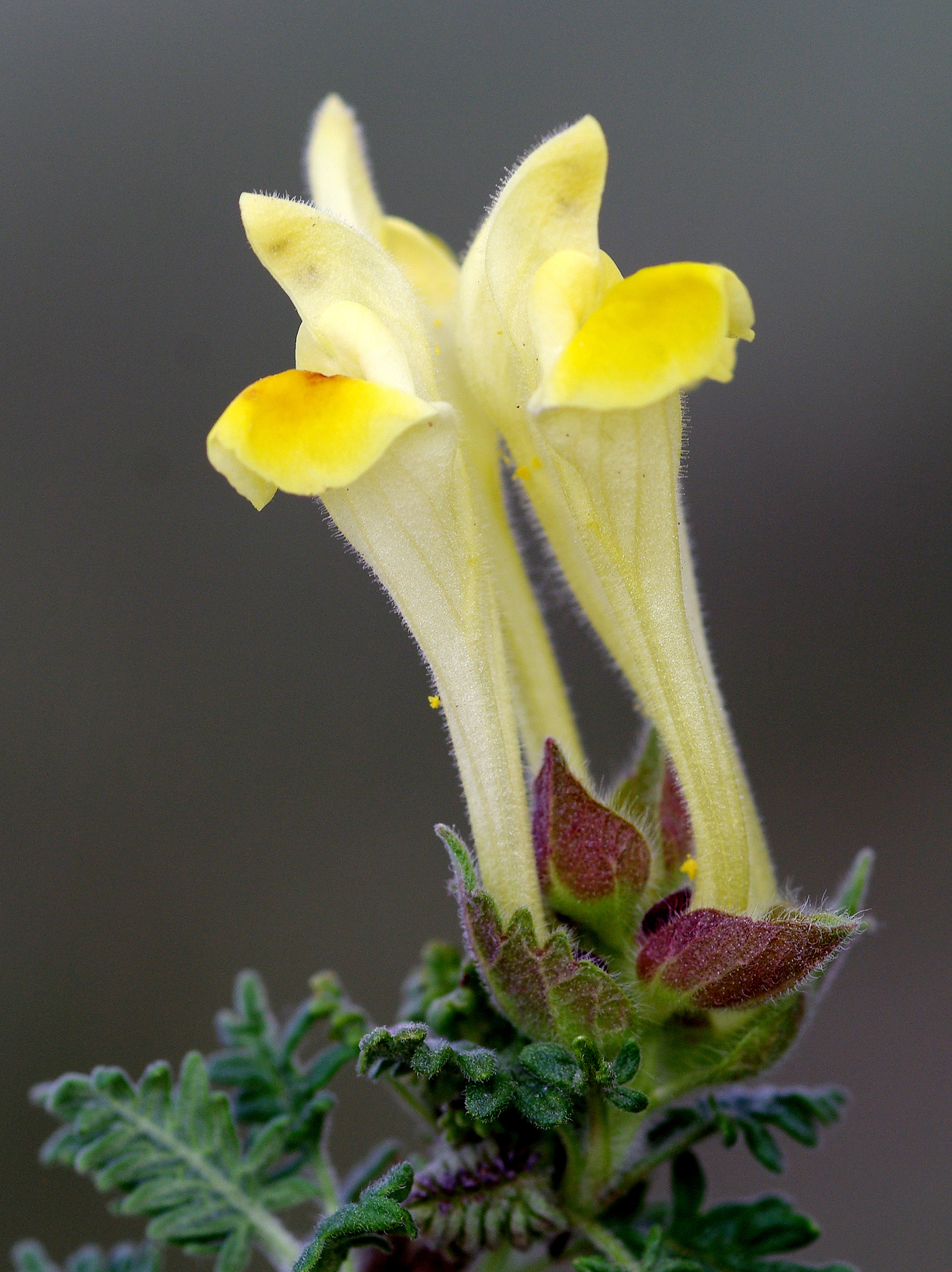
Scutellaria orientalis
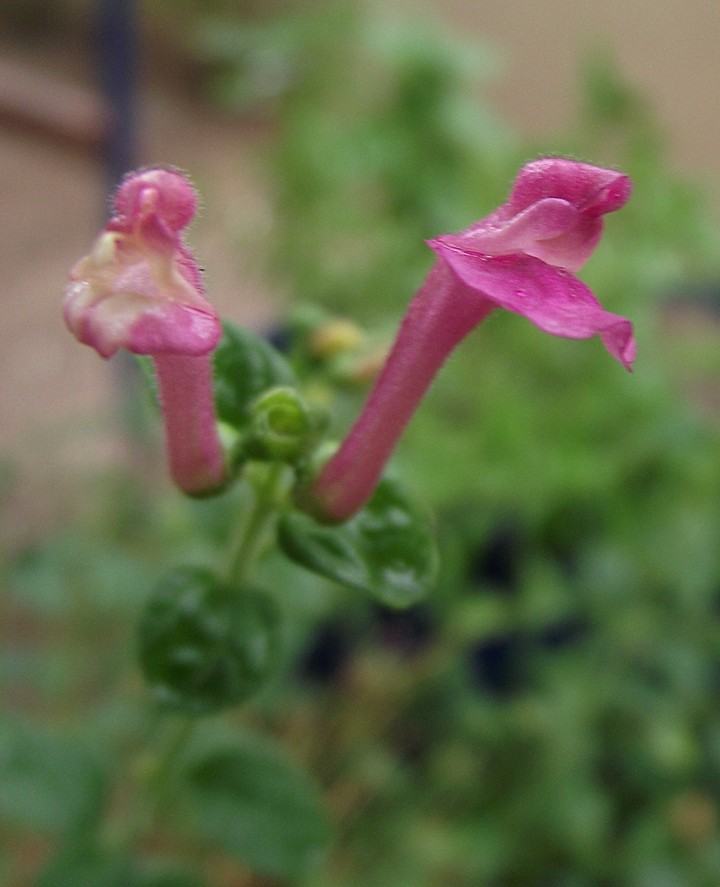
Scutellaria suffrutescens